# Bruce Payne
Bruce Martyn Payne (* 22. November 1958 in London) ist ein britischer Schauspieler.

## Leben
Bruce Payne wuchs im Stadtteil Kilburn im Norden von London auf. Als Kind litt er unter gesundheitlichen Problemen. Nach der Schulausbildung war er zwei Jahre für die Organisation National Youth Theatre tätig. In den Jahren 1979 bis 1981 besuchte er die Royal Academy of Dramatic Art, die er mit Auszeichnungen absolvierte.
In der Komödie Ari & Sam (1991) trat Payne neben Kevin Bacon und Kyra Sedgwick auf. In der Komödie Switch – Die Frau im Manne (1991) mit Ellen Barkin und Jimmy Smits spielte er die Rolle des Teufels. Im Actionfilm Passagier 57 (1992) spielte er die Rolle von Charles Rane, dem Terroristen, gegen den John Cutter (Wesley Snipes) kämpft. Im Actionstreifen One Tough Bastard (1995) spielte er den kriminellen FBI-Agenten Karl Savak und damit nebst Jeff Kober den Hauptkontrahenten von Hauptdarsteller Brian Bosworth. Im Fantasyfilm Dungeons & Dragons (2000) spielte er an der Seite von Justin Whalin, Jeremy Irons und Thora Birch. Im Actionfilm Riders (2002) verkörperte er neben Natasha Henstridge eine der größeren Rollen.

## Filmografie (Auswahl)
- 1982: Privates on Parade
- 1983: Die unheimliche Macht (The Keep)
- 1986: Absolute Beginners – Junge Helden (Absolute Beginners)
- 1987: Miss Marple (Folge: Nemesis)
- 1988: Für Königin und Vaterland (For Queen & Country)
- 1988: The Fruit Machine
- 1991: Ari & Sam (Pyrates)
- 1991: Switch – Die Frau im Manne (Switch)
- 1992: Passagier 57 (Passenger 57)
- 1993: Necronomicon
- 1993: Full Eclipse
- 1994: Firehawk – Operation Intercept (Aurora: Operation Intercept)
- 1995: One Tough Bastard
- 1996: Kounterfeit - Falschgeld
- 1998: The Sweeper – Land Mines (Sweepers)
- 1998: Nikita (La Femme Nikita, Folgen 202–204: Unter Verdacht, Bewährungsprobe, Eine Liebe zerbricht)
- 1999: Warlock – Das Geisterschloss (Warlock III: The End of Innocence)
- 1999: Cleopatra
- 2000: Britannic (Fernsehfilm)
- 2000: Highlander: Endgame
- 2000: Dungeons & Dragons
- 2001: Ripper – Briefe aus der Hölle (Ripper)
- 2002: Riders
- 2002: Die Bibel – Apokalypse (San Giovanni - L’apocalisse)
- 2004: One Point Zero – Du bist programmiert (One Point 0, auch: Paranoia 1.0)
- 2005: Dungeons & Dragons – Die Macht der Elemente (Dungeons & Dragons: Wrath of the Dragon God)
- 2010: Prowl
- 2013: Getaway